# Chałupnik
Chałupnik:
- dawniej (XVII–XVIII w.): chłop bezrolny (lub prawie bezrolny) posiadający dom (chałupę) lub w nim mieszkający niekoniecznie na stałe, nieposiadający ziemi lub jedynie mały ogród i obejście. Zwykle zobowiązany odrabiać pańszczyznę. Przykład: „Chałupnicy, ogródki tylko przy chałupie mający, po gr. 6. płacą” AktaKrak III 36[1]. W 1767 r. na wsi śląskiej chałupnicy stanowili 15%, zagrodnicy – 49% i kmiecie – 36%[2].
- obecnie: rzemieślnik drobnej wytwórczości, wykonujący pracę u siebie w domu na własnym warsztacie na zlecenie i z surowców dostarczanych przez nakładcę[3]. Termin „chałupnik” wiąże się z prawem pracy. Chałupnik korzysta z niektórych praw pracowniczych[4].